# Zwijndrecht (Niederlande)

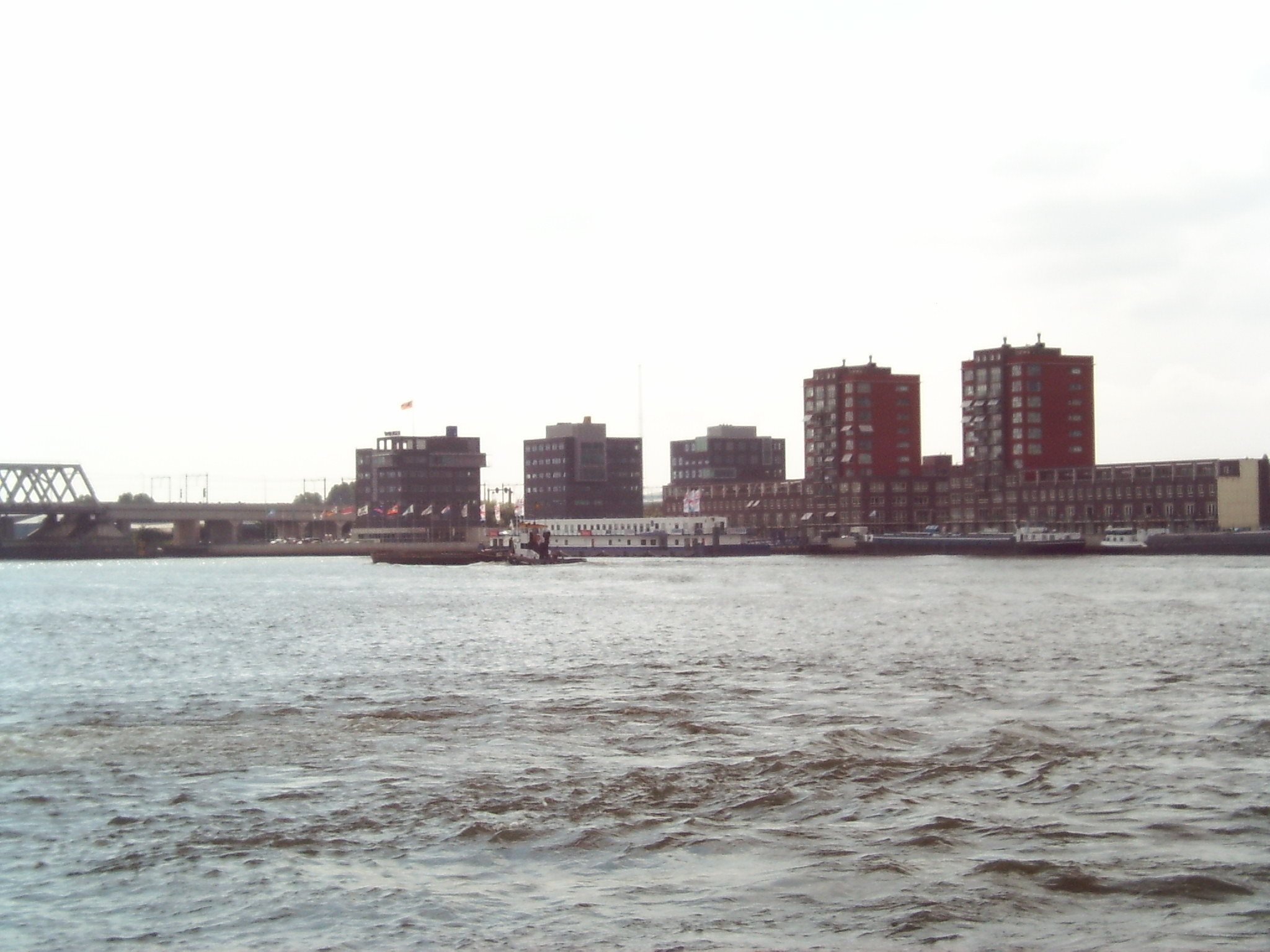
Zwijndrecht von Dordrecht aus gesehen

Zwijndrechtⓘ [ˈzʋɛi̯ndɾɛxt] ist ein Dorf und eine Gemeinde in der niederländischen Provinz Südholland, mit 44.680 Einwohnern (1. Januar 2025) und einer Fläche von 22,77 Quadratkilometern (20,31 km² Land, 2,46 km² Wasser). Sie liegt auf der Flussinsel IJsselmonde und grenzt an Hendrik-Ido-Ambacht (mit dessen Bebauung die Stadt schon ganz verschmolzen ist), Barendrecht und Ridderkerk, in der Nähe von Rotterdam. Innerhalb der Gemeinde Zwijndrecht liegt auch seit 2003 das Dorf und die ehemalige Gemeinde Heerjansdam. Zwijndrecht funktioniert seit Jahren als Vorort der Stadt Dordrecht, die südlich von ihr, an der Oberseite der Oude Maas liegt. Die Einwohnerzahl sinkt schon einige Jahre langsam.

## Orte
- Zwijndrecht, wo sich die Gemeindeverwaltung befindet
- Heerjansdam

## Lage und Wirtschaft
Zwijndrecht liegt am Nordufer des Rheinarms Oude Maas, gerade gegenüber Dordrecht, sowie am Kanal Noord und dem Rheinarm Beneden-Merwede. Dieses „Drei-Flüsse-Eck“ ist die meist befahrene Wasserstraße der Niederlande. Zwijndrecht hat einen Bahnhof an der Eisenbahnlinie Rotterdam – Dordrecht – Breda/Roosendaal – Antwerpen. An diesen Bahnhof anschließend und im Nachbarort Barendrecht befindet sich der zum Eisenbahnknoten Rotterdam gehörende einzige niederländische Rangierbahnhof Kijfhoek.
Zwijndrecht liegt an der Autobahn A16 Rotterdam – Dordrecht. Zwischen Zwijndrecht und Dordrecht verläuft diese Autobahn durch einen Tunnel unter dem Wasser Oude Maas.
Die Industrie erzeugt u. a. Beton; es gibt einige Schiffswerften. Das Unternehmen Van Leeuwen ist ein großer internationaler Stahlhändler. Viel Gewerbe in Zwijndrecht dankt seine Existenz der Nähe des Rotterdamer Hafens.
In Zwijndrecht leben aber auch ziemlich viele Pendler, die in Dordrecht, Rotterdam usw. arbeiten.

## Geschichte
Der Name Zwijndrecht kommt von zwin (nur bei Flut unter Wasser stehende Rinne; vergleiche Zwin bei Brügge) und drecht (Fähre, Furt, Überquerungsstelle; vergleiche die vielen anderen dortigen Orte mit Namen auf -drecht). Als der Ort 1005 oder 1006 zum ersten Mal urkundlich erwähnt wurde, war es bei Ebbe noch möglich, Dordrecht von hier trockenen Fußes zu erreichen. Es gab damals vereinzelt schon Deiche, aber diese waren einer Sturmflut im Jahr 1322 nicht gewachsen. Darauf verordnete Graf Wilhelm III. von Holland in Zusammenarbeit mit dem einflussreichen Herrn Hendrik (Heinrich) van Brederode 1331 die Eindeichung der Flussinseln. Jeder, der einen Teil der Eindeichung ausführte oder ausführen ließ, wurde „Ambachtsheer“ (Amtsherr) des neu gewonnenen Polderlands. Darauf entstanden mehrere Orte, darunter Hendrik-Ido-Ambacht, Heerjansdam und eine Erweiterung von Zwijndrecht. In dieser Zeit handelte es sich noch nicht um ein richtiges Dorf, sondern nur um den „waard“ (Werder), ein ganzes eingedeichtes Gebiet. Aber auch nachher wurde das Gebiet noch einige Male von Flutkatastrophen heimgesucht, von denen die Elisabethsflut im November 1421 die schlimmste war.
Im Mittelalter entwickelten sich diese Orte von Fischerdörfern zu Bauern- und Gärtnersiedlungen. Vom 15. Jahrhundert ab entwickelte sich Zwijndrecht als Zentrum des Salzhandels; später aber vor allem ebenfalls  als agrarisches Zentrum. Um 1850 begannen die Zwijndrechter Gärtner, Gemüse nach Großbritannien und Deutschland zu exportieren. Als um 1900 die Schifffahrt zwischen Rotterdam und dem Ruhrgebiet über den Rhein stark zugenommen hatte, änderte sich das Dorf in eine kleine Industriestadt. Inzwischen haben viele Großbetriebe Zwijndrecht nach 1975 aus Umwelt- und Wirtschaftlichkeitsgründen wieder verlassen.

## Politik

### Sitzverteilung im Gemeinderat
Seit 1982 wird der Gemeinderat von Zwijndrecht wie folgt geformt:
| Partei                               | Sitze | Sitze | Sitze | Sitze | Sitze | Sitze | Sitze | Sitze | Sitze | Sitze | Sitze |
| Partei                               | 1982  | 1986  | 1990  | 1994  | 1998  | 2002  | 2006  | 2010  | 2014  | 2018  | 2022  |
| ------------------------------------ | ----- | ----- | ----- | ----- | ----- | ----- | ----- | ----- | ----- | ----- | ----- |
| Algemeen Belang Zwijndrecht          | –     | –     | –     | –     | –     | –     | 3     | 5     | 5     | 8     | 10    |
| ChristenUnie                         | –     | –     | –     | –     | –     | 4     | 4     | 4     | 5     | 5     | 4     |
| SGP                                  | 2     | 2     | 3     | 3     | 4     | 4     | 4     | 4     | 5     | 5     | 4     |
| RPF                                  | 2     | 2     | 3     | 3     | 4     | –     | –     | –     | –     | –     | –     |
| GPV                                  | 0     | 0     | 3     | 3     | 4     | –     | –     | –     | –     | –     | –     |
| VVD                                  | 6     | 5     | 4     | 4     | 6     | 4     | 4     | 5     | 4     | 3     | 3     |
| CDA                                  | 8     | 9     | 9     | 7     | 6     | 8     | 6     | 4     | 4     | 3     | 3     |
| GroenLinks                           | –     | –     | 1     | 1     | 2     | 2     | 2     | 2     | 1     | 1     | 2     |
| Zwijndrechtse Plus Partij            | –     | –     | –     | –     | –     | –     | –     | –     | 2     | 2     | 2     |
| PvdA                                 | 7     | 9     | 6     | 5     | 7     | 6     | 9     | 4     | 3     | 2     | 2     |
| D66                                  | 1     | 1     | 4     | 5     | 2     | 2     | 1     | 3     | 3     | 2     | 1     |
| SP                                   | –     | –     | –     | –     | –     | –     | –     | –     | –     | 1     | –     |
| Perengenootschap Zwijndrechtse Waard | –     | –     | –     | –     | –     | –     | –     | 0     | –     | –     | –     |
| LPF                                  | –     | –     | –     | –     | –     | 3     | –     | –     | –     | –     | –     |
| Nieuwe Nationale Partij              | –     | –     | –     | –     | –     | 0     | –     | –     | –     | –     | –     |
| Volksnationalisten Nederland         | –     | –     | –     | –     | 0     | –     | –     | –     | –     | –     | –     |
| Centrum Democraten                   | –     | –     | –     | 2     | –     | –     | –     | –     | –     | –     | –     |
| PSP                                  | 1     | 1     | –     | –     | –     | –     | –     | –     | –     | –     | –     |
| PPR                                  | 1     | 1     | –     | –     | –     | –     | –     | –     | –     | –     | –     |
| Gemeentebelangen                     | –     | 0     | –     | –     | –     | –     | –     | –     | –     | –     | –     |
| Gesamt                               | 25    | 27    | 27    | 27    | 27    | 29    | 29    | 27    | 27    | 27    | 27    |

### Bürgermeister
Seit dem 23. April 2024 ist Leon Anink (VVD) amtierender Bürgermeister der Gemeinde. Zu seinem Kollegium zählen die Beigeordneten Jacqueline van Dongen (Algemeen Belang Zwijndrecht), Tycho Jansen (ChristenUnie/SGP), Robert Kreukniet (VVD) und Ronald de Meij (D66) sowie die Gemeindesekretärin Ella Croonenberg-Borst.

## Städtepartnerschaften
- Zwijndrecht, Belgien
- Poprad, Slowakei
- Norderstedt, Deutschland

## Sehenswürdigkeiten
- Der Skulpturengarten in einem der Stadtparks
- Die Dorfkirche von Heerjansdam (im 15. Jahrhundert erbaut)

## Söhne und Töchter der Stadt
- Ralph Barendse (* 1977), niederländischer Trance-DJ und Musikproduzent
- Pieter Beelaerts van Blokland (1932–2021), Politiker (CHU, CDA), Minister für Wohnungswesen und Raumordnung sowie Kommissar der Königin in der Provinz Utrecht
- Peter van Dalen (* 1958), niederländischer Politiker
- Quilindschy Hartman (* 2001), niederländischer Fußballspieler
- Marten de Roon (* 1991), niederländischer Fußballspieler
- Johan Simons (* 1946), niederländischer Opern- und Theaterregisseur
- Helena Smunnincx (1662–1733), Dichterin und Zeichnerin